# Gure
Gure (nemško Sattnitz) je skoraj 40 km dolga gričevnata in 
hribovita pokrajina, na nadmorski višini 800 do 900 m, ki se razprostira med dolino Drave in Vrbskim podoljem, v južnem delu Celovške kotline na Koroškem.
Ker so tla grajena iz prepustnih konglomeratov je malo površinskih voda. Za Gure so značilne planote, vzdolžne in prečne doline. Po suhi dolini, ki se razpoteza v južno severni smeri vodi cesta iz Borovelj v Celovec in deli zahodne Hodiške Gure od vzhodnih, višjih in bolj gozdnatih Radiških Gur. Srednje Gure postajajo vse bolj mestno zaledje Celovca, zahodne pa Vrbskega jezera. Med ledeniškimi jezeri v Hodiškem podolju je največje in turistično pomembno
Hodiško jezero s površino 1,44 km².
Najvišji vrh je Plešič (Tanzboden, 931 m). Sama pokrajina pa je posejana z manjšimi gručastimi vasmi in zaseleki, ki ležijo večinoma v ravninskem osredju Gur.

## Naselja
Vetrinj, Radiše, Rjavec (Reauz), Rute (Berg), Kotmara vas, Bilčovs, Hodiše, Škofiče, Loga vas, Lipice (Lipizach), Dobjana, Grabštanj, Holbiče, Pinja vas, Pleškera, Podkronos, Šmarjeta (Gure), Tuce, Žrelec.